# Darren Morningstar
Darren Morningstar, né le 22 avril 1969, à Stevenson, dans l'État de Washington, est un ancien joueur et entraîneur américain de basket-ball. Il évolue au poste de pivot.